# Oscar al miglior cortometraggio novità
L'Oscar al miglior cortometraggio novità veniva assegnato al miglior cortometraggio novità maggiormente votato dall'Academy.

## Vincitori e candidati
Vengono di seguito indicati in grassetto i vincitori. Ove ricorrente e disponibile, viene indicato il titolo in lingua italiana e quello in lingua originale tra parentesi. Gli anni indicati sono quelli in cui è stato assegnato il premio e non quello in cui è stato diretto il film.
- 1932
  - Wrestling Swordfish, regia di Gene Towne
  - Screen Souvenirs
  - Swing High, regia di Jack Cummings
- 1934
  - Krakatoa
  - Menu, regia di Nick Grinde
  - Morze, regia di Wanda Jakubowska, Stanislaw Wohl e Jerzy Zarzycki
- 1935
  - City of Wax
  - Bosom Friends
  - Strikes and Spares, regia di Felix E. Feist
- 1936
  - Wings over Mt. Everest, regia di Geoffrey Barkas e Ivor Montagu
  - Audioscopiks, regia di Jacob Leventhal e John Norling
  - Camera Thrills, regia di Charles E. Ford